# 파빌리온

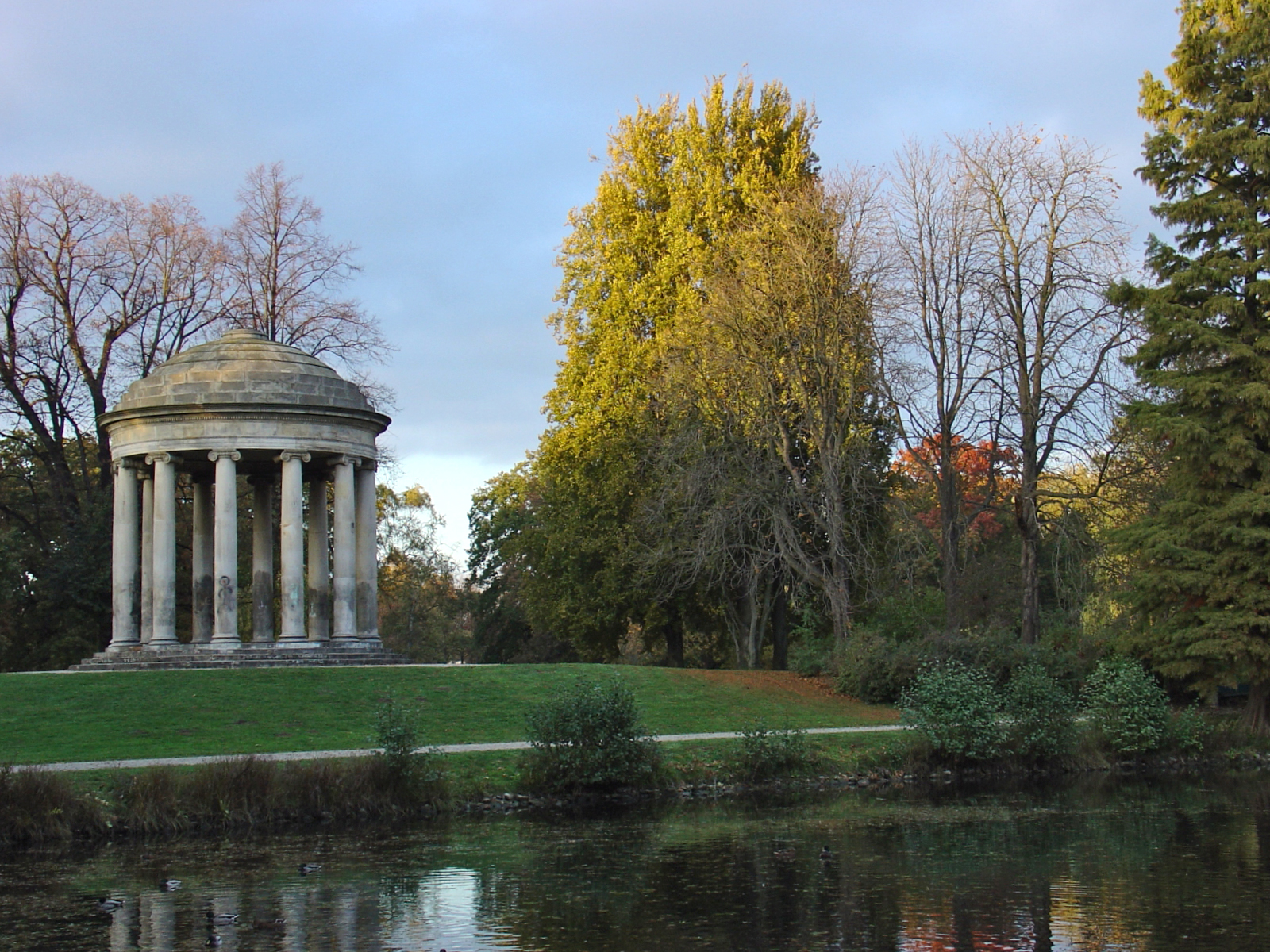

파빌리온(pavilion)은 전시회 및 박람회 등에 이용되는 가설 건축물이다.

## 파빌리온 (pavilion)
라틴어의 papilion이라는 원뜻이 나비인 단어를 어원으로 한다.
건축용어로는 ‘파빌리온 시스템’ 등의 용어가 있으며, 이는 대개 이동이 가능한 가설의 작은 건축을 가리킨다.
정자도 파빌리온의 한 종류이다.

## 역사
- 파빌리온의 기원

파빌리온의 등장은 18세기 영국에서 시작된 산업혁명과 시기를 같이한다.
오늘날의 전시공간의 근본이 되는 1851년 세계 최초의 박람회인 '런던 만국박람회'에서 선보인 조셉 팩스턴(Joseph Paxton)의 수정궁(Crystal Palace)은 산업혁명이 활발하던 시기의 건축과 산업에 있어서 큰 획을 그었다.
대량생산 체제에 따른 물량공세와 철강 산업의 발전은 철물과 유리의 조합으로 전통적 공간 개념의 판도를 바꾸는 계기가 되었고 건축과 예술 분야에 많은 변화를 가져왔다.
기존의 건축에 대한 고정관념을 깨었던 영국 런던 만국박람회에 이어 1867년 파리에서 두 번째 세계 박람회가 개최되면서 만국박람회는 영국과 프랑스를 중심으로 19세기 건축에 내재된 경쟁구도가 가장 치열하게 두드러졌다. 박람회의 개최에 따라 수십 채의 파빌리온들이 새로 지어지게 되었으며, 이는 장기간 사용의 목적이 아닌 일회성 혹은 단기성이라는 장소, 시간적 조건을 가지고 있었다. 당시 건축가들은 상대적으로 부담을 줄이며 본인의 건축적 실험이나 시도를 자유롭게 할 수 있었으며, 작품을 통해 본인을 드러낼 수 있는 프로모션의 기회를 가질 수 있었다. 파빌리온의 성공적인 등장으로 인해 파리는 상징적 구조물의 창조와 국가정체성 및 문화를 알리는 기회가 되었고, 런던은 국가적 위상을 높이며 성공적인 박람회의 표본이 되었다.
- 파빌리온의 현재

오늘날의 파빌리온은 상업문화를 알리던 박람회 형태의 전시장 모습에서 나아가 예술과 결합한 건축의 한 형태로 그 움직임이 두드러지며 이전의 모습과는 다른 경향을 보인다. 임시 설치물이라는 '한시적 공간'의 맥락은 유지하되, 미술관과 같은 문화예술 기관과 함께 대중의 호흡을 함께하였다.
이에 따라 미술관은 예술의 영역에서 건축가들의 새롭고 신선한 아이디어들을 구현할 수 있는 새로운 장으로서의 역할을 수행하고 있다. 국가적 표상과 상징성의 파빌리온이 1900년대에 들어서면서 사실적 표현방식의 새로운 공간 활용의 자율성을 찾는 파빌리온으로 발전하는 것을 알 수 있다.
- 아트 파빌리온

파빌리온의 예술화 경향에 따라 예술작품으로서의 관점이 생겨나기 시작한다. 점차 대형화되는 미술작품의 변화는 건축과의 결합을 촉진시켰으며, 미술관의 파빌리온 건축의 도입은 표면적으로 드러나는 효과가 설치미술의 맥락과도 일치하는 것을 볼 수 있다. ‘설치(Installation)’라는 용어는 원래 ‘전시(Exhibition)’와 크게 다르지 않은 의미를 함축하고 있는데, 최근에는 그것이 공간 전체를 조형화하는 특수한 전시의 방법을 지칭하게 되었다.
미술 작품의 개념이 하나의 작품에 영속되어있던 과거와 달리 가변적 ‘장소특정성(Site-specificity)’으로 전환되는 것을 보여준다. 이것은 실제 건축 환경을 작품화하는 예술작품으로서의 미학적 관점과, 작품 자체가 공간이 되는 전시공간으로서의 기능적 관점 두 가지 방향을 이룬다. 아트 파빌리온 프로젝트의 등장에 따른 관람자의 공간경험은 예술작품이 점차 공간화되어 관람자와 새로운 관계성을 맺고 있음을 입증하며 이는 예술 영역의 확장으로 인한 새로운 예술적 공간 경험을 제시할 것을 예측한다. 대중들 또한 건축을 일상적이고 친숙하게 받아들이게 됨에 따라 예술작품으로서의 파빌리온은 미술 영역에서 건축의 새로운 플랫폼으로 자리를 잡았다.

## 관련 프로그램
- 뉴욕 현대 미술관 Moma YAP(young architects program) 프로그램

MoMA의 YAP프로그램은 1998년부터 2017년까지 20회의 파빌리온 프로젝트를 실행했다.
MoMA의 YAP 파빌리온은 역대 다수의 작품들을 구현하면서 장소 특정적이며 실험적인 특성을 보여왔지만 최근에 이를수록 사회적, 환경적 이슈와 담론들을 다양한 층위를 통해 구현하는 특징들이 나타나고 있다.
- MMCA (국립현대 미술관)

국립현대미술관(MMCA) YAP는 2014년부터 2017년까지 총 4회의 프로그램을 진행하였다.
국립현대미술관의 YAP 파빌리온의 경향은 2017년 우승작인 '원심림'에서도 볼 수 있듯이 작품이 건축과 예술의 경계를 모호하게 하면서 대상에 대한 판단이 공간경험으로 집중되도록 하며, 실험적인 감각경험에 대한 작품의 특징이 두드러진다.
- 서울도시건축 비엔날레

서울도시건축 비엔날레를 베니스비엔날레와 같이 3대 비엔날레로 끌어올리겠다는 목표를 갖고 시작하였으며, 2년마다 서울의 각 도시안에서 주제를 나누어 전시하게 된다. UAUS와 연계하여 우수작품을 선정하여, 현장건설 부분에 파빌리온을 전시한다.
- UAUS

UAUS는 총 21개의 건축대학 학생들의 연합 대회로 다른 건축 대회와는 달리 학생들이 행사의 모든 부분을 주체적으로 이끌어 나간다는 점이 다른 부분이다.
2012년부터 2018년까지 8개의 대학에서 시작하여 현재 21의 대학이 참가하기까지 총 7회의 파빌리온 전시를 하였다.

## 같이 보기
- 정자 (건축)
- 무도장 (춤)
- 로열 파빌리언